# Cumming (Iowa)
Cumming és una població dels Estats Units a l'estat d'Iowa. Segons el cens del 2000 tenia 162 habitants.

## Demografia
Segons el cens del 2000, Cumming tenia 162 habitants, 65 habitatges, i 52 famílies. La densitat de població era de 29,6 habitants per km².
Dels 65 habitatges en un 27,7% hi vivien nens de menys de 18 anys, en un 72,3% hi vivien parelles casades, en un 3,1% dones solteres, i en un 18,5% no eren unitats familiars. En el 13,8% dels habitatges hi vivien persones soles el 3,1% de les quals corresponia a persones de 65 anys o més que vivien soles. El nombre mitjà de persones vivint en cada habitatge era de 2,48 i el nombre mitjà de persones que vivien en cada família era de 2,74.
Per edats la població es repartia de la següent manera: un 19,8% tenia menys de 18 anys, un 3,7% entre 18 i 24, un 30,9% entre 25 i 44, un 28,4% de 45 a 60 i un 17,3% 65 anys o més.
L'edat mediana era de 41 anys. Per cada 100 dones de 18 o més anys hi havia 113,1 homes.
La renda mediana per habitatge era de 52.813 $ i la renda mediana per família de 56.071 $. Els homes tenien una renda mediana de 40.893 $ mentre que les dones 21.750 $. La renda per capita de la població era de 23.575 $. Cap de les famílies estaven per davall del llindar de pobresa.

## Poblacions més properes
El següent diagrama mostra les poblacions més properes.